# SMRT Corporation

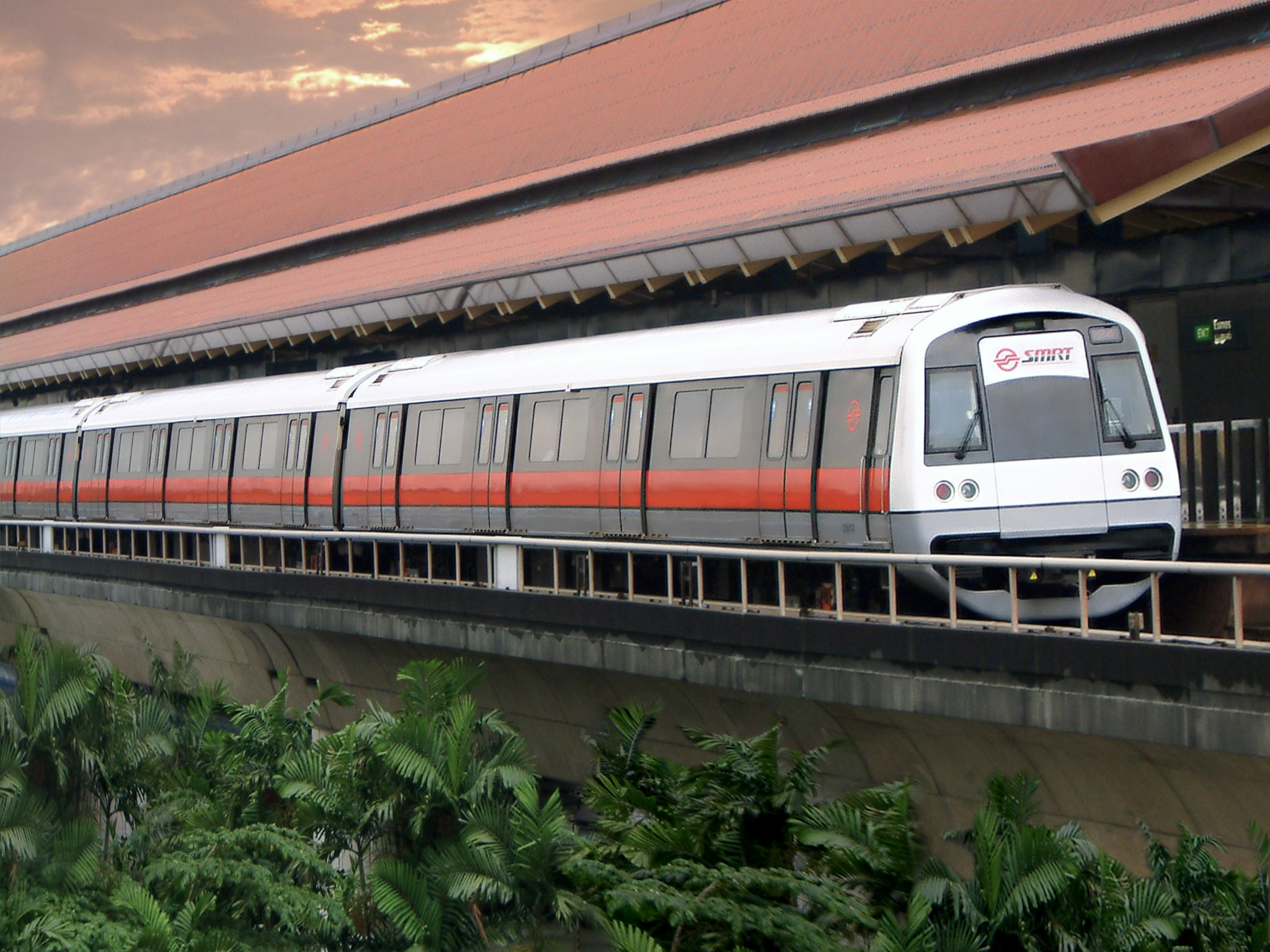
Baureihe C751B der SMRT im MRT-Netz

Die SMRT Corporation ist singapurisches Verkehrsunternehmen und einer der Betreiber des singapurischen Mass-Rapid-Transit-Systems (MRT).
Alleine der Geschäftsbereich SMRT Trains beschäftigte im Geschäftsjahr 2019 über 5000 Mitarbeiter und unterhielt über 250 Züge sowie 141 Streckenkilometer mit 108 Stationen. Im Jahr 2019 wurden rund 2 Millionen Fahrgastreisen täglich bedient. Zu den betriebenen MRT-Strecken zählen die North-South Line, die East-West Line, die Circle Line sowie die Thomson-East Coast Line, die sie noch im Ausbau befindet. Weiterhin betreibt SMRT Trains den Bukit Panjang Light Rail Transit, der auf einer rein oberirdischen Strecke die Feinverteilung rund um den MRT-Bahnhof Choa Chu Kang der North-South Line übernimmt.
SMRT Buses betreibt eine Vielzahl von Buslinien in Singapur. SMRT Taxis ist einer der führenden Taxibetreiber des Stadtstaats.

## Geschichte
Das Unternehmen Singapore Mass Rapid Transit Limited (SMRT) wurde im August 1987 gegründet und löste die Mass Rapid Transit Corporation (MRTC) ab, die 1983 entstand und die Bauarbeiten am MRT-System beaufsichtigte. Die MRTC nahm bereits im Juli 1986 den ersten Zug der Baureihe C151 in Empfang. Die Fahrzeuge des Typs C151 wurden von einem japanischen Konsortium unter der Führung von Kawasaki Heavy Industries und weiterer Beteiligung von Nippon Sharyō Seizō, Tokyu Car und Kinki Sharyō gebaut. Am 1. September 1995 fusionierte MRTC zusammen mit der Abteilung für Straßen und Verkehr der Abteilung für öffentliche Arbeiten und der Abteilung für Landtransport des Kommunikationsministeriums zur Landverkehrsbehörde. Der Betrieb des MRT-Systems wurde unter SMRT Limited als privates staatliches Unternehmen zusammengefasst, das dem staatlichen Investmentarm Temasek Holdings gehörte.
1998 wurde das Eigentum an den Schienenanlagen, die den Betrieb des MRT-Systemnetzes umfassen, auf SMRT Limited übertragen. Der Prozess wurde im Rahmen einer Lizenz- und Betriebsvereinbarung durchgeführt, in der die Wartungsverpflichtung von SMRT Limited für die Infrastrukturen und Vermögenswerte des Transitsystems festgelegt wurde. Am 26. Juli 2000 wurde SMRT Limited als SMRT Corporation an der Börse von Singapur notiert, wobei Temasek Holdings 33 % seiner Aktien verkaufte. Diese Transaktion wurde im Dezember 2001 abgeschlossen, wobei TIBS als hundertprozentige Tochtergesellschaft betrieben wurde. Im Rahmen eines Corporate Rebranding-Programms wurde TIBS im Mai 2004 in SMRT Buses umbenannt.
Im Jahr 2016 wurde das Unternehmen wieder vollständig von Temasek übernommen und von der Börse genommen. Die Unternehmenszentrale der SMRT Corporation wurde im September 2019 von der 251 North Bridge Road in das Paya Lebar Quarter verlegt, wodurch der Büroraum für die spezifische Nutzung frei wurde, ähnlich wie bei Facebook, das zur Erweiterung nach Marina One verlegt wurde.

## Geschäftsführer
SMRT hatte in der Vergangenheit CEOs:
- 2002–2012: Saw Phaik Hwa
- 2012: Tan Ek Kia
- 2012–2018: Desmond Kuek
- 2018 – heute: Neo Kian Hong

Im Dezember 2002 wurde Saw Phaik Hwa CEO von SMRT. Sie hat Xchanges gegründet und den Gewinn durch die Eröffnung von Geschäften am Raffles Place und Dhoby Ghaut gesteigert. Im Dezember 2011 trat Saw als CEO von SMRT inmitten der öffentlichen Wut über zwei Zugausfälle zurück, die dazu führten, dass Pendler strandeten. Diese Ausfälle waren die schlimmsten seit der Einführung des Versandverfahrens im Jahr 1987. Am 6. Januar 2012 trat Saw als Direktor von SMRT zurück, woraufhin der ehemalige Armeegeneral Desmond Kuek zum Präsidenten und Group Chief Executive Officer ernannt wurde.
Am 1. Oktober 2012 wurde Desmond Kuek zum President und Group CEO von SMRT Corporation Limited (SMRT) ernannt, einem Transportunternehmen, das Bahn-, Bus- und Taxidienste anbietet. Während seiner Amtszeit hatte SMRT ein neues Logo mit formeller Lackierung für SMRT-Busse eingeführt. Er war auch dafür verantwortlich, das Unternehmen privat zu machen, indem er es am 29. September 2016 an Temasek Holdings verkaufte North South Line and East West Line. Die von Singapurs Land Transport Authority (LTA) angeführten mehrjährigen, projektübergreifenden Erneuerungsbemühungen umfassen sechs Hauptkomponenten und werden sich bis in die frühen 2020er Jahre erstrecken. Dies sind die sechs Hauptkomponenten, an denen SMRT zusammen mit LTA gearbeitet hat:
- Schwellenaustausch: 188.000 Holzschwellen wurden durch Betonschwellen ersetzt.
- Stromschienenaustausch: Rund 200 km Third Rails (Power Rails) und Isolatoren wurden erneuert.
- Neusignalisierungsprojekt: Das alte Westinghouse-Festblocksystem (seit Ende der 1980er Jahre verwendet) wurde durch ein kommunikationsbasiertes Zugbeeinflussungssystem von Thales ersetzt.
- Erneuerung des Stromversorgungssystems
- Ersatz des Gleisstromkreises
- Einführung neuer Züge

In Zusammenarbeit mit LTA wurden drei der sechs Projekte unter Kueks Aufsicht abgeschlossen. Dies sind die Projekte zur Erneuerung der Schwellen und Stromschienen sowie die Neusignalisierung. Ein Projekt mit der Otis Elevator Company zur Erneuerung von NSEWL-Fahrtreppen im gesamten Netzwerk begann im August 2016 und wird voraussichtlich Anfang der 2020er Jahre abgeschlossen.